# رولز-رویس الیمپوس
رولز-رویس الیمپوس (به انگلیسی: Rolls-Royce Olympus) یک هواگرد ساختِ کارخانهٔ بریستول ایروپلین در کشور بریتانیا است.